# DC Trident
El DC Trident (en español: Tridente del D. C.) es un equipo estadounidense de natación profesional, que participa en la Liga Internacional de Natación. Tiene sede en la ciudad de Washington D. C. y se fundó en 2019.

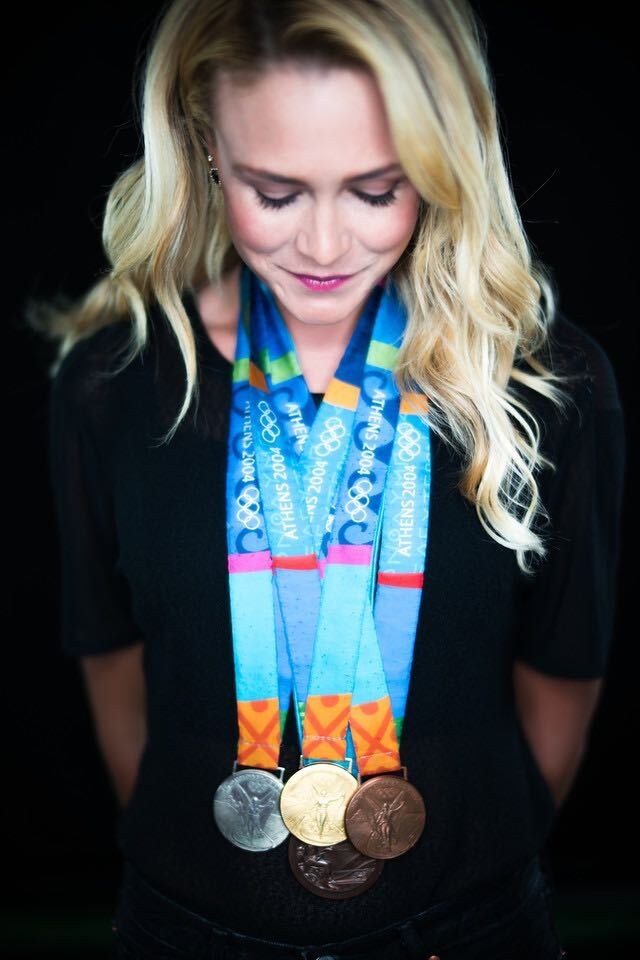
Kaitlin Sandeno es la mánager.

## Historia
La franquicia es una de las fundadoras de la ISL, habiéndose formado en 2019. Su política es que el cuerpo técnico debe ser 100 % femenino.
En la temporada inaugural terminaron penúltimos, por delante de los New York Breakers, en su conferencia y ocuparon el sexto puesto en la tabla general. La entrenadora fue Cyndi Gallagher.
La edición 2020 fue decepcionante, siendo eliminados en la fase inicial y acabando en penúltimo lugar de la tabla general; solo por detrás de los Aqua Centurions italianos. Finalizada la temporada, Cyndi Gallagher renunció a su cargo.

## Plantel 2021
Se indica solo el estilo más destacado del nadador.

### Mujeres
| Nadadora        | Edad    | Estilo |
| --------------- | ------- | ------ |
| Annika Bruhn    | 32 años | Medley |
| Madison Kennedy | 37 años | Crol   |
| ¿?              | 34 años | ¿?     |

### Varones
| Nadador         | Edad    | Estilo  |
| --------------- | ------- | ------- |
| Cody Miller     | 33 años | Pecho   |
| Jérémy Stravius | 36 años | Espalda |
| ¿?              | 34 años | ¿?      |

## Desempeño
En la temporada inaugural el equipo terminó en una posición general de sexto, anotando 975 puntos totales y ganando un total de 14 carreras. Los hombres y las mujeres contribuyeron con casi la misma cantidad de puntos al total del equipo, con las mujeres ganando 476 puntos y los hombres 463.